# オレクサンドル・スタルク
オレクサンドル・ワシリヨウィチ・スタルク（Олександр Васильович Старух、1970年8月20日 - ）は、ウクライナの政治家、歴史学者。ザポリージャ州知事を務めた。

## 経歴
オレクサンドル・スタルクは、1973年4月28日、ザポリージャに生まれた。
1994年、ザポリージャ国立大学で歴史学を学んだ。並行してホールツィツャ国立保護区の研究員を務めた。
1995年、ザポリージャ国立大学を卒業し大学院へ進学。1998年、ウクライナの歴史に関する博士号を取得した。
以後1998年ウクライナ現代史学科上級講師、1999年歴史学部副学部長、2001年同学部准教授代理、2001年8月ウクライナ現代史学科助教授。
2000年、ザポリージャ市の公的機関「南ウクライナ社会技術庁」の責任者。
2004年9月、ウクライナ国立学士院考古学資料研究所の博士課程に在籍。
2010年5月から2013年5月まで、ウクライナ国立学士院政治民族研究所の博士課程に在籍。

### 政治家として
1998年、第3回ヴェルホーヴナ・ラーダ選挙において、ウクライナ人民運動から立候補したが落選した。
2005年4月からウクライナ大統領府で勤務。2006年12月、地域政策サービス副長官、主要地域政策サービス地域政策部長。2007年4月から9月まで、地域政策局副局長、地域政策部部長。2007年9月から2008年8月まで、主要地域政策サービス部長を務めた。
2008年5月31日、ウクライナ大統領ヴィクトル・ユシチェンコにより、ザポリージャ州知事代行に任命された。
就任前は大統領府地方政策局の局長だったこともあり、「大統領府の子飼い」と呼ばれたが、元同州知事のユーリィ・アルテメンコは、「2004年のオレンジ革命のとき、スタルクは『わがウクライナ』本部のメンバーで、党内分析の責任者としていい仕事をした。私が知事になったとき、彼を誘いたかったが、歴史学者である彼は博士号取得に専念していた。今回の知事就任は、どこかの一族の代表ではない人物が政権を取った数少ない例外である」とスタルクを擁護した。ザポリージャ市のエフゲニー・カルタショフ市長は、「新知事は清廉な役人であり、この地域に自分の商業的利害関係がないため、地元のビジネス界に問題を持ち込むことがない」と評価した。
2008年9月25日、ユシチェンコ大統領によりザポリージャ州知事に任命された。
知事代理を務めていた間、メディアでは彼の解雇が近いという噂が流れたが、結果的に知事職継続となった。この時期、ウクライナ全体、特にザポリージャでは経済危機にあった。建設業、農産業、小売業などほぼすべての経済分野で縮小がみられ、GDPは4分の1に減少した。失業も増加し、失業者への援助の支払いも遅れた。
2010年3月18日、ヴィクトル・ヤヌコーヴィチ新大統領によってザポリージャ州知事を解任された。
2012年、第7回ヴェルホーヴナ・ラーダ選挙に出馬したが、地域党のセルヒー・カルツェフに敗れ、再び国政進出には失敗した。
2013年8月、政党全ウクライナ連合「祖国」ザポリジャー地域組織会長代行。
2014年、第8回ヴェルホーヴナ・ラーダ選挙に全ウクライナ連合「祖国」から立候補したが落選した。
2015年のウクライナ地方選挙で、ザポリージャ州議会議員に選出された。議会の副議長に選出され、人道問題に関する常任委員会の委員となった。
2020年12月18日、ウォロディミル・ゼレンスキー大統領によってザポリージャ州知事に任命された。
知事再任について、スタルクは「州議会議員を務めている間、いろいろな変化があった。工業の時代は過去のものとなり、エネルギー政策を発展させ、原子力発電所だけでなく、代替エネルギーや風力エネルギーでもウクライナで最大の規模を誇っている。産業界は低迷しており、新しい分野を開拓していかなければならない」と語った。

## 外部サイト
- ザポリージャ州公式サイト